# The Somberlain
The Somberlain är det svenska black metal-bandet Dissections första fullängdsalbum. Det utgavs 1993 på No Fashion Records. Albumet är tillägnat den norske black metal-gitarristen Euronymous som hade mördats tidigare samma år.

## Låtlista
| Nr           | Titel                                          | Kompositör           | Längd |
| ------------ | ---------------------------------------------- | -------------------- | ----- |
| 1.           | Black Horizons                                 | Nödtveidt, Zwetsloot | 8:12  |
| 2.           | The Somberlain                                 | Nödtveidt            | 7:08  |
| 3.           | Crimson Towers                                 | Zwetsloot            | 0:50  |
| 4.           | A Land Forlorn                                 | Nödtveidt, Palmdahl  | 6:40  |
| 5.           | Heaven's Damnation                             | Nödtveidt, Zwetsloot | 4:42  |
| 6.           | Frozen                                         | Nödtveidt            | 3:48  |
| 7.           | Into Infinite Obscurity                        | Zwetsloot            | 1:06  |
| 8.           | In the Cold Winds of Nowhere                   | Nödtveidt, Zwetsloot | 4:22  |
| 9.           | The Grief Prophecy/Shadows over a Lost Kingdom | Nödtveidt, Öhman     | 3:32  |
| 10.          | Mistress of the Bleeding Sorrow                | Nödtveidt, Zwetsloot | 4:37  |
| 11.          | Feathers Fell                                  | Zwetsloot            | 0:41  |
| Total längd: | Total längd:                                   | Total längd:         | 45:38 |

### Disc 2 (återutgåva 2006)
| 1.  | Frozen (Live Recording '95)              |  |
| 2.  | The Somberlain (Live Recording '95)      |  |
| 3.  | Shadows over a Lost Kingdom (EP 1991)    |  |
| 4.  | The Son of the Mourning (EP 1991)        |  |
| 5.  | Into Infinite Obscurity (EP 1991)        |  |
| 6.  | Frozen (Demo 1992)                       |  |
| 7.  | In the Cold Winds of Nowhere (Demo 1992) |  |
| 8.  | Feathers Fell (Demo 1992)                |  |
| 9.  | Mistress of Bleeding Sorrow (Demo 1992)  |  |
| 10. | The Call of the Mist (Demo 1990)         |  |
| 11. | Severed into Shreds (Rehearsal 1990)     |  |
| 12. | Satanized (Rehearsal 1991)               |  |
| 13. | Born in Fire (Rehearsal 1991)            |  |

## Medverkande
- Jon Nödtveidt – gitarr, sång
- John Zwetsloot – kompgitarr, akustisk gitarr
- Peter Palmdahl – elbas
- Ole Öhman – trummor